# Sophia Forrest
Sophia Forrest (1 de noviembre de 1994) es una actriz australiana.

## Biografía
Forrest, nacida el 1 de noviembre de 1994, es hija de Andrew y Nicola Forrest. Asistió a la escuela St. Hilda's en Perth y se graduó de la Academia de Artes Escénicas de Australia Occidental (WAAPA).

## Trayectoria
Forrest interpretó el papel de Debbie Hampshire en Love Child, uniéndose al elenco para la cuarta temporada. En 2022 interpretó el papel de Dani en Barons y, en el escenario en 2024, el de Tessa Ensler en la obra de una sola mano Prima Facie con la Black Swan State Theatre Company de Perth.
Forrest fue nominada a Nuevo Talento Más Popular en los Premios Logie de 2018 por su papel en la serie de televisión de Network 10 Love Child.
Forrest citó a Emma D'arcy, Liv Hewson y Bella Ramsey como inspiración cuando se declararon no binarias. En particular, comentaron que Ramsey tenía "ese tipo de autoconciencia, aceptación e inteligencia a esa edad. Me tomó 24 años darme cuenta de que era gay, y 28 descubrir cuál era mi género y cómo sentirme cómoda con mi cuerpo".

## Vida personal
En abril de 2022, Forrest anunció su compromiso con Zara Zoe. Se conocieron durante la producción de Ride Like a Girl en 2018. Su boda tuvo lugar en la estación Minderoo en 2024.

## Filmografía

### Televisión
| Año  | Título                   | Role           | Notas                         |
| ---- | ------------------------ | -------------- | ----------------------------- |
| 2017 | Love Child               | Debbie         | 10 episodios                  |
| 2021 | Wentworth: The Fall Girl | Anna Highmore  | Serie de podcast, 8 episodios |
| 2022 | Bali 2002                | Natalia Goold  | 4 episodios                   |
| 2022 | Home and Away            | Tegan Osbourne | 4 episodios                   |
| 2023 | Barons                   | Dani Kirk      | 8 episodios                   |
| 2023 | The Claremont Murders    | Amanda Spiers  | Miniserie, 2 episodios        |

### Cine
| Año  | Título            | Role               | Notas        |
| ---- | ----------------- | ------------------ | ------------ |
| 2014 | The Water Diviner | Edith              | Largometraje |
| 2016 | Riptide           | Rae                | Cortometraje |
| 2018 | Aquaman           | Princesa pescadora | Largometraje |
| 2018 | Reaching Distance | Pelea              |              |
| 2019 | Ride Like a Girl  | Cathy Payne        | Largometraje |
| 2022 | Seriously Red     | Betty              | Largometraje |

## Teatro
| Año  | Título                   | Role                       | Notas                                                                                  |
| ---- | ------------------------ | -------------------------- | -------------------------------------------------------------------------------------- |
| 2014 | Away                     | Meg                        | WAAPA                                                                                  |
| 2014 | The Mill on the Floss    | Maggie Tulliver            | WAAPA                                                                                  |
| 2015 | 13                       | Acebo                      | WAAPA                                                                                  |
| 2015 | Marat/Sade               | Conjunto                   | WAAPA                                                                                  |
| 2015 | The Good doctor          | El Doctor                  | WAAPA                                                                                  |
| 2015 | Much Ado About Nothing   | Úrsula                     | WAAPA                                                                                  |
| 2016 | A Tale of Two Cities     | Marquesa de Sant Evremonde | WAAPA                                                                                  |
| 2016 | Les Liaisons Dangereuses | Cécile de Volanges         | WAAPA                                                                                  |
| 2016 | Coriolano                | Primer ciudadano           | WAAPA                                                                                  |
| 2017 | Let the Right One In     | Eli                        | Teatro Heath Ledger, Perth con la Compañía de Teatro Estatal Black Swan                |
| 2019 | The Torrents             | Gwynne                     | Teatro Heath Ledger, Perth, Ópera de Sídney con Black Swan State Theatre Company y STC |
| 2024 | Prima facie              | Tessa Ensler               | Compañía de Teatro Estatal Black Swan                                                  |